# Thai ridgeback

## Származása és története
Régi vadászkutyafajta minden vadászható vad, különösen vaddisznó kajtatására. Önállóan vadászó kutyák, amelyek ma már csak Thaiföld északkeleti részén találhatók meg tiszta formájukban. Az utóbbi években Thaiföld "nemzeti kutyájaként" kiállítási tenyésztők is foglalkoznak vele, és az egész világra exportálják.

## Testfelépítés
A thai ridgeback dog közepes nagyságú kutya szögletes testfelépítéssel és jól fejlett izmokkal. Háta és lágyéka erős, a far enyhén ívelt. A farok a tövénél vastag, majd kihegyesedik, leengedve a csánkjáig ér, de az állat megemelve tartja. Mellkasa mély és tágas, bordái mérsékelten íveltek. Hasa felhúzott. Lábai egyenesek és párhuzamosak, lábujjai szorosan egymás mellett állnak. Izmos nyaka közepesen hosszú, a fejét büszkén tartja. A koponya lapos, a stop mérsékelt, az arcorri rész hosszú. Igen jellemzők rá a vékony ráncok, amelyek akkor jelennek meg a homlokán, amikor figyel. Orrnyerge egyenes. Feszes ajkai szorosan zárnak. Nagy fülei háromszögletűek, egymástól viszonylag távol állnak, s mindig felmerednek és kissé előrenéznek. Közepes nagyságú szemei ovális alakúak.
A thai ridgeback dog harapása ollószerű. A szőrzete nagyon finom, bársonyos tapintású. A hátán jellegzetes szőrbarázda fut végig, amelyben a szőrszálak a szőrzet többi részével ellentétes irányban állnak. A barázdának egyenesnek kell lennie, nem lehet túl széles, és ideális esetben a válltól a farig kell érnie. A thai ridgeback dog a kék különböző árnyalataiban, továbbá fakóbarna és fekete színben ismert. Szemének színe a szőrzet színétől függ.

## Jelleme
Eredeti és feltűnő kutya, értelmes, mozgékony és fürge. Tisztában van azzal, hogy mi történik körülötte, és eléggé éber is. A kitartása egészen hihetetlen mértékű. A gazdájához hűséges, de soha nem viselkedik szolgalelkűen. Olykor meglehetősen akaratos. Sok benne a kezdeményezőkedv, és eléggé független természetű. A szuka általában évente csak egyszer tüzel.
A fajtán belül a társas viselkedés tekintetében jelentős eltérések lehetnek – ennek okai talán a korai kölyökkorban keresendők. A nyugaton felnevelkedő, alaposan szocializált thai ridgeback dogok eléggé jól kijönnek a macskákkal és a háziállatokkal. Az idegenek felbukkanására kiegyensúlyozott módon reagálnak, bár egy kicsit tartózkodóan és éberen. Nem kedvelik az olyan idegeneket, akik túlságosan közvetlen módon bánnak velük. A gyerekekkel rendszerint nincs problémájuk, ha nem bosszantják őket. A Thaiföldről érkezett kutyák ezzel szemben gyakran küszködnek beilleszkedési zavarokkal, emiatt ajánlatos a kölyköt helyi tenyésztőtől vásárolni.

## Méretei
- Marmagasság: kan: 52,5–60 cm, szuka: 47,5–55 cm
- Testtömeg: 23–34 kg
- Várható élettartam: 12–13 év

## Megjegyzés
A thai ridgeback dog igen értelmes kutya, amely rövid idő alatt sok mindent meg tud tanulni, ugyanakkor saját akarata is van, és nem mindig tesz azt, amit mondanak neki. A gazdájának ezért ravasznak és igen türelmesnek kell lennie. A kutyával szemben mindig egyértelműen és következetesen kell viselkedni, s igyekezni kell a nevelési foglalkozásokat a lehető legváltozatosabbá és legszórakoztatóbbá tenni. Ez segít fenntartani az eb motiváltságát, így szívesebben követi a parancsokat. Hiba lenne vele szigorúan bánni: a gazdája ezzel csak a kutya tiszteletét veszítheti el, s az állat annak megfelelően fog viselkedni. Származási országán kívül ezt a még ma is viszonylag ritka kutyát főleg társként tartják. Egyes példányainak sikerült ugyan kijárniuk bizonyos sportversenyekre felkészítő foglalkozásokat, de a thai ridgeback dog általában nem alkalmas a kutyás sportokra.
A fajta hazánkban 2008-ban honosodott meg.